# Спортска хала Велики парк
Спортска хала Велики парк је вишенаменска спортска дворана у Ужицу, Србија. Хала је отворена 1975. године, а има капацитет од 2.200 места.
Хала Велики парк као домаћи терен служи прволигашким екипама КК Слобода и ОК Јединство, као и многим другим спортским клубовима.
Хала је 1993, 1994, 2000. и 2003. била домаћин финалних турнира Купа СР Југославије и Србије и Црне Горе у одбојци за жене.